# If You Can't Beat Them
«If You Can't Beat Them» es la quinta pieza del séptimo álbum de estudio Jazz de la banda de rock británica llamada Queen. Es una canción tipo hard rock compuesta por John Deacon y fue una de las favoritas de muchos para tocar en vivo a finales de la década de 1970. Es una de las pocas canciones compuestas por el bajista John Deacon en donde Brian May toca todas las guitarras. Contiene un solo de guitarra de más de dos minutos, uno de los más largos en una canción de Queen.